# Lord Advocate

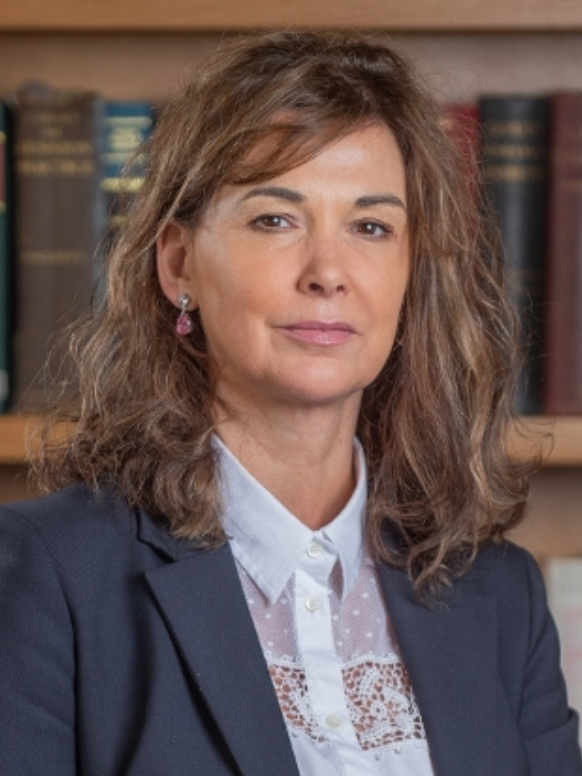
Dorothy Bain, Amtsinhaberin seit 2021

His Majesty’s Advocate, auch Lord Advocate (Schottisch-Gälisch: Morair Tagraidh, Scots: Laird Advocat), ist der Chefjustiziar der schottischen Exekutive und der Krone in Schottland für Zivil- und Strafrecht.
Der Lord Advocate verlor aufgrund der Devolution und der Neubegründung des schottischen Parlamentes an Macht. Er ist der Generalstaatsanwalt Schottlands und alle Anklagen werden nominell in seinem Namen erhoben. Der Amtsinhaber ist einer der Great Officers of State Schottlands. 
Der aktuelle Lord Advocate ist seit 2021 Dorothy Bain als Nachfolgerin von James Wolffe.

## Geschichte
Lord Advocate ist ein altes schottisches Amt, das erstmals 1483 an John Ross vergeben wurde, der von König James III. berufen wurde.
Von 1707 bis 1998 war der Lord Advocate der Chefjustiziar der Regierung des Vereinigten Königreiches und der Krone für schottisches Zivil- und Strafrecht, bis der Scotland Act 1998 die meisten inneren Angelegenheiten Schottlands auf das Schottische Parlament übertrug. Die britische Regierung wird jetzt vom Schottischen Generalanwalt (Advocate General for Scotland) über das schottische Recht beraten. Der Lord Advocate ist seither oberster juristischer Berater der Schottischen Regierung.
Der Lord Advocate wurde vom Monarchen nach Absprache mit dem Parlament und dem Premierminister ernannt. Nach dem Scotland Act 1998 erfolgt die Ernennung durch den Monarchen nach Absprache mit dem Schottischen Parlament und dem schottischen First Minister.

## Parlamentarische und Regierungs-Aufgaben
Bis zur Dezentralisierung 1999 waren alle Lord Advocates Mitglieder der Regierung des Vereinigten Königreiches, obwohl dieses Amt normalerweise nicht im Kabinettsrang war. Seit der Dezentralisierung ist der Lord Advocate nicht mehr automatisch Mitglied der schottischen Exekutive, weil der Scotland Act dies in Absatz 44 verbietet.
Von 1999 bis 2007 nahm der Lord Advocate wöchentlich an den Treffen des schottischen Kabinetts teil. Allerdings entschied der neue Erste Minister Alex Salmond 2007, dass der Lord Advocate nicht länger an den Sitzungen teilnehmen solle. Er sagte, er wolle dieses Amt „entpolitisieren“.
Bis zur Dezentralisierung waren alle Lord Advocates auch entweder Mitglied des House of Commons oder des House of Lords, was es ihnen erlaubte, vor der Regierung zu sprechen. Diejenigen, die nicht Mitglieder des Parlaments waren, wurden zum Life Peer erhoben. Das Scotland Act erlaubt dem Lord Advocate nunmehr, an den Sitzungen des schottischen Parlaments teilzunehmen und dort kraft Amtes zu sprechen, auch wenn er nicht Mitglied des Parlamentes ist.
Der Lord Advocate ist auch der Leiter des Crown Office and Procurator Fiscal Service. Er ist außerdem zuständig das Aufstellen von Executive-Bills zu überwachen und sie an das Judical Committee des Privy Councils weiterzuleiten. Im Gegensatz zu seinem Pendant für England und Wales ist der Lord Advocate nicht Leiter der Anwaltsvereinigung.
Das Recht des Lord Advocates, Scheidungen auszusprechen, wurde abgeschafft.

## Spätere Ämter von Lord Advocates
Die Richter der obersten schottischen Gerichte wurden in der Vergangenheit vom Lord Advocate nominiert. Von 1842 bis 1967 wurde jeder Lord Advocate später Richter an einem der Obergerichte, auch in der Zeit danach gab es nur drei Ausnahmen. In vielen Fällen wechselte der Lord Advocate sogar in das Amt eines der beiden obersten Richter Schottlands, des Lord President of the Court of Session oder des Lord Justice Clerk.

## Amtsinhaber (Auswahl)
- John Balfour, 1. Baron Kinross
- Colin Boyd, Baron Boyd of Duncansby
- Kenneth Cameron, Baron Cameron of Lochbroom
- James Avon Clyde, Lord Clyde
- James Latham Clyde, Lord Clyde
- Thomas Cooper, 1. Baron Cooper of Culross
- James Dalrymple, 1. Viscount of Stair
- John Dalrymple, 1. Earl of Stair
- Peter Fraser, Baron Fraser of Carmyllie
- William Grant, Lord Grant
- Andrew Hardie, Baron Hardie
- Donald Mackay, Baron Mackay of Drumadoon
- James Mackay, Baron Mackay of Clashfern
- William Rankine Milligan, Lord Milligan
- Andrew Murray, 1. Viscount Dunedin
- James Reid, Baron Reid
- Alan Rodger, Baron Rodger of Earlsferry
- Thomas Shaw, 1. Baron Craigmyle
- George Thomson, Lord Thomson
- William Watson, Baron Thankerton
- William Watson, Baron Watson
- John Wheatley, Baron Wheatley
- Henry Wilson, Baron Wilson of Langside
- Norman Wylie, Lord Wylie